# البستنة الثورية

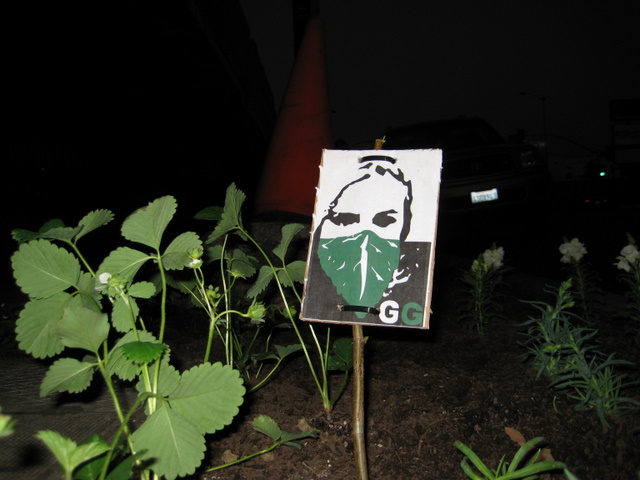
فراولة مزروعة في مكان عام

البستنة الثورية أو التشجير الثوري أو الزراعة العابرة للحدود (بالإنجليزية: Guerrilla gardening) هي عملية للبستنة - أي زراعة الطعام أو النباتات أو الزهور - على الأراضي التي لا يتمتع البستانيون/الزارع بالحقوق القانونية لزراعتها، مثل المواقع المهجورة أو المناطق التي لا يتم الاعتناء بها أو الملكية الخاصة. وهي تشمل مجموعة متنوعة من الأشخاص والدوافع، بدءًا من البُستانيين (الأشخاص) الذين يتجاوزون حدودهم القانونية إلى الأشخاص ذوي الأغراض السياسية، الذين يسعون إلى إثارة التغيير باستخدام البستنة والزراعة الثورية أو العابرة للحدود كشكل من أشكال الاحتجاج أو العمل المباشر. ولهذه الممارسة انعكاسات على حقوق الأراضي والإصلاح الزراعي ; تهدف إلى تعزيز إعادة النظر في ملكية الأراضي من أجل تحديد غرض جديد أو استصلاح الأراضي التي يُنظر إليها على أنها مهملة أو يُساء إستخدامها. يعمل بعض البُستانيين ليلاً بسرية، في محاولة لجعل المنطقة أكثر فائدة أو جاذبية، بينما يقوم آخرون بالزراعة أثناء النهار للدعاية للفكرة.

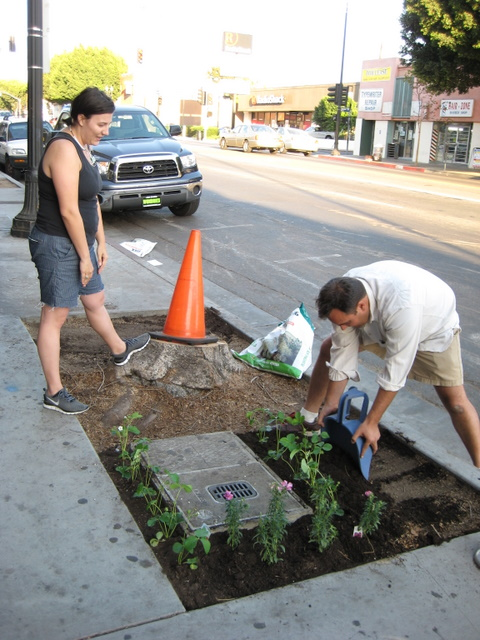
البستنة الثورية في أحد شوارع لوس أنجلوس

## التاريخ

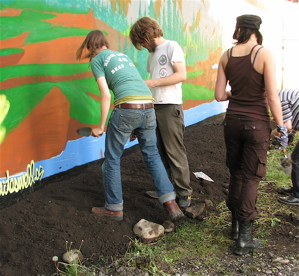
البستانيون الثوريون يزرعون الخضروات في مساحة كانت فارغة سابقًا في وسط مدينة كالجاري، ألبرتا في كندا.

تتم ممارسة البستنة الثورية في أجزاء كثيرة من العالم، حيث تم توثيقها في أكثر من ثلاثين دولة  ويمكن العثور على الأدلة عبر الإنترنت في العديد من مجموعات شبكات التواصل الاجتماعي الخاصة بالبستنة الثورية وفي صفحات المجتمع الرقمي على موقع GuerrillaGardening.org. 

## أمثلة

### اليوم العالمي لزراعة عباد الشمس
مُنذ عام 2007، يتم الاحتفال بيوم 1 مايو باعتباره اليوم العالمي السنوي للزراعة الثورية لعباد الشمس، حيث يقوم البستانيون المتمردون بزراعة عباد الشمس في أحيائهم. 

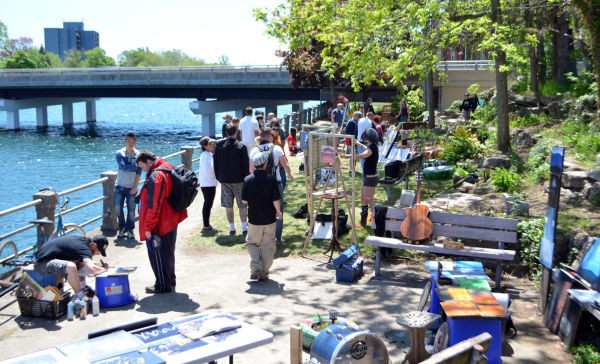
"الفن في الحديقة" في Guerrilla Park في ويلاند، أونتاريو في عام 2015

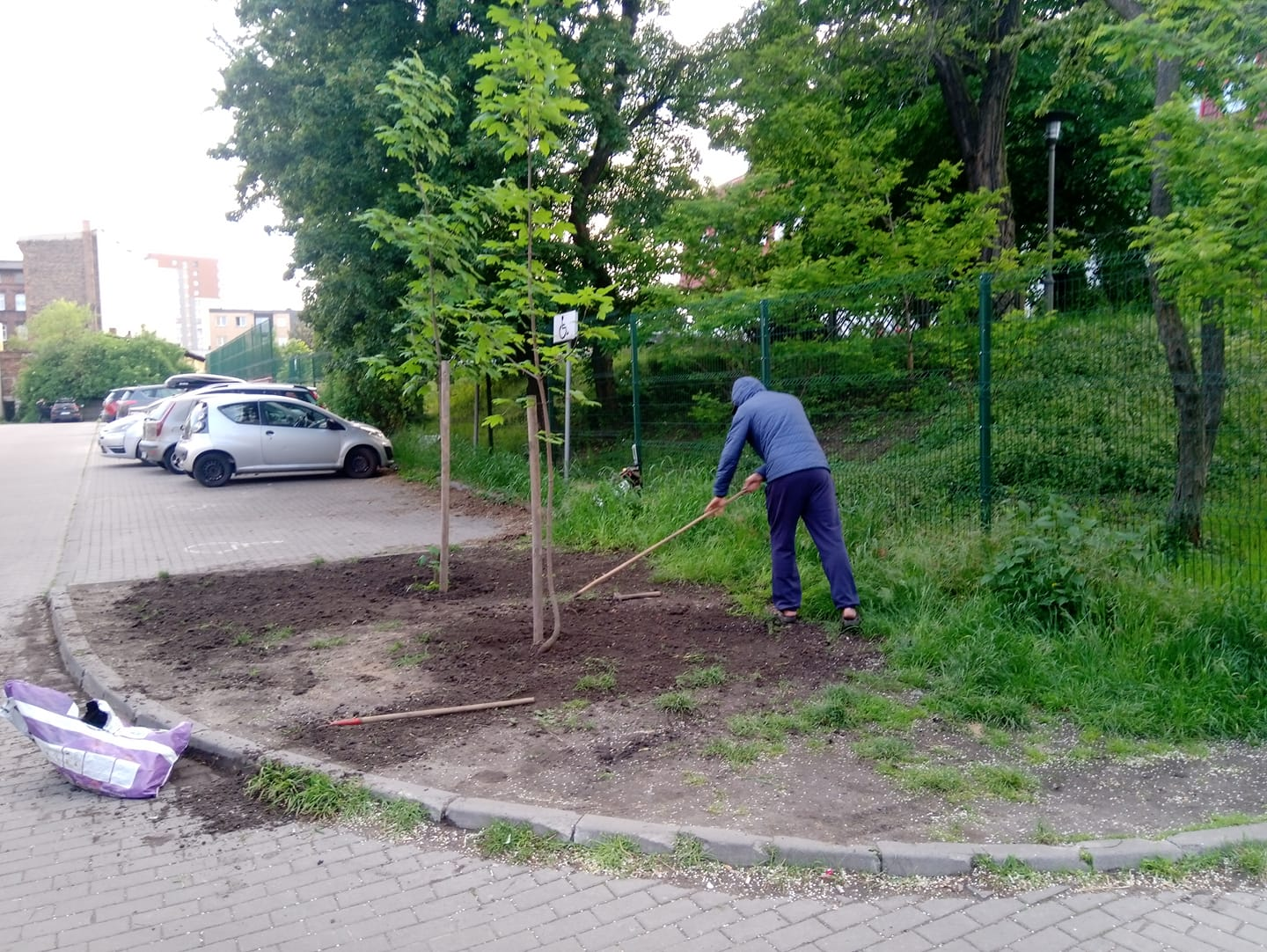
من أعمال البستنة الثورية الحضرية؛ تمت زراعة اثنين من أشجار القيقب الجميز في مكان موقف سيارات غير قانوني.

## أنظر أيضا
- البستنة المجتمعية
- الزراعة المدعومة من المجتمع
- تاثير الزهور
- العدالة الغذائية
- العلاج البستاني
- الدفع
- الرجل الذي زرع الأشجار
- حديقة النصر
- اليوم العالمي للبستنة العارية
  - حدائق في كل مكان موكب الدراجة

عام:
- أرض مشتركة
- حديقة مشتركة
- العمران التكتيكي
- البستنة الحضرية
- البستنة الحضرية

## روابط خارجية
- GuerrillaGardening.org - المنتدى العالمي لحرب العصابات البستانيين
- الشرطة ضد البستانيين العصابات صورت صحيفة الغارديان البستانيين المتمردين في لندن وهم يواجهون الشرطة.
- تأملات في التخصيص حول حرب العصابات في البستنة والتخصيص
- موس الكتابة على الجدران كيفية جعل الكتابة على الجدران موس
- يوضح إنتاج قنبلة البذور المحلية ريتشارد رينولدز طريقة كاليفورنيا في صنع قنبلة البذور.
- مقابلة مع مؤلف كتاب Urban Homestead - إريك كنوتزن يناقش حرب العصابات في مجال البستنة والعمل الجماعي الآخر.
- إنقاذ العالم بالاستعانة بتشي وماو والجزر - مراجعة لكتاب "البستنة الفدائية" بقلم ريتشارد رينولدز لمجلة ذا أتلانتيك
- Start-Guerrilla-Gardening - دليل خطوة بخطوة
- Aktionsgruppe Moos نسخة محفوظة 12 January 2015 على موقع واي باك مشين. </link> - البستانيون الفدائيون من فيينا، النمسا
- جارفيس البستنة العصابات في SLC: بستان وحديقة شعب Og-woi للشفاء - The Daily Utah Chronicle
- 게릴라가드닝 مجتمع البستانيين المتمردين في كوريا